# M/S Robin Hood (1995)

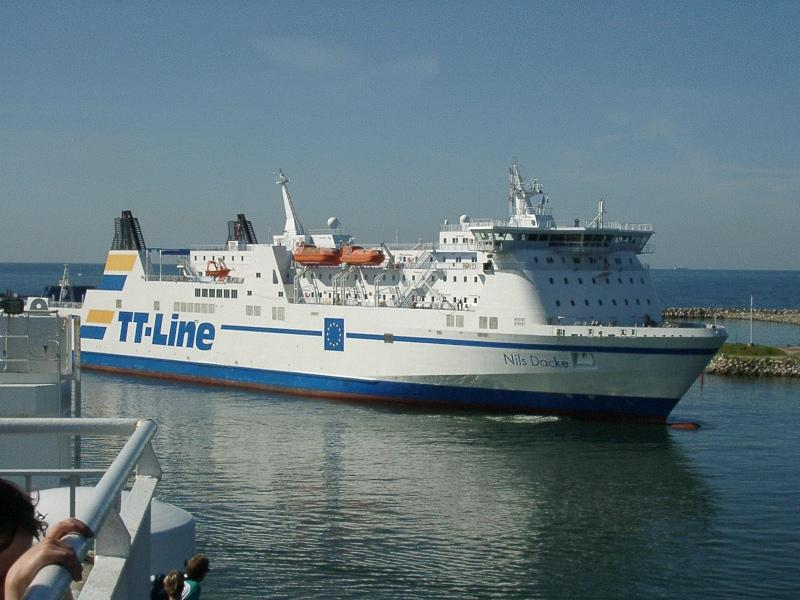
M/S Robin Hood som M/S Nils Dacke, 2001

M/S Robin Hood (IMO 9087477) är ett Ropaxfartyg för frakt, passagerare och motorfordon, som byggdes 1994–1995 av STX Finland i Raumo i Finland som M/S Nils Dacke för TT-Line. Hon är systerfartyg till nuvarande M/S Nils Dacke, som i sin tur byggdes som M/S Robin Hood. Namnrockaden skedde 2014.
Hon trafikerade 1995–2013 linjen Trelleborg–Travemünde och flyttades 2014 till rutten Trelleborg–Świnoujście. I samband med den nya rutten registrerades fartyget i Polen och fick Szczecin som hemmahamn. Det har senare flaggats om till Cypern, med Limassol som hemmahamn.